# João Gonçalves Filho
João Gonçalves Filho (* 7. Dezember 1934 in São Paulo; † 27. Juni 2010 ebenda) war ein brasilianischer Schwimmer, Wasserballspieler und mehrfacher Teilnehmer bei Olympischen Spielen.

## Biografie
João Gonçalves Filho war als Schwimmer erstmals 1952 Teilnehmer bei den Olympischen Spielen in Helsinki. Bei den Olympischen Spielen 1956 in Melbourne nahm er erneut als Schwimmer teil.
Bei den Olympischen Spielen 1960 spielte er in der Wasserballmannschaft Brasiliens. Allerdings schied er mit der Mannschaft bereits nach der Vorrunde nach Niederlagen gegen die Sowjetunion und die gesamtdeutsche Mannschaft sowie ein Unentschieden gegen Argentinien aus.
Bei den Olympischen Spielen 1964 in Tokio war er wieder Mitglied der Wasserballmannschaft und musste erneut nach drei Niederlagen gegen die Sozialistische Föderative Republik Jugoslawien, Niederlande und Vereinigten Staaten nach der Vorrunde ausscheiden.
Zuletzt nahm er bei den Olympischen Spielen 1968 in Mexiko-Stadt in der Wasserballmannschaft als aktiver Sportler teil. Bei der Eröffnungsfeier am 12. Oktober 1968 war er Fahnenträger Brasiliens beim Einmarsch der teilnehmenden Nationen. Bei den Wasserballwettbewerben kam seine Mannschaft nach fünf Niederlagen gegen die USA, Kuba, Bundesrepublik Deutschland, Ungarn und Sowjetunion sowie einem Unentschieden gegen Spanien auch diesmal als Letzter ihrer Gruppe nicht über die Vorrunde hinaus.
Bei den Panamerikanischen Spielen gewann er 1951 eine Bronzemedaille mit der 4-mal-200-Meter-Freistilstaffel. 1959 gewann er mit der brasilianischen Wasserballmannschaft Bronze, 1963 Gold und 1967 Silber.
Darüber hinaus war João Gonçalves Filho, der Vorsitzender der Judoabteilung des EC Pinheiros war, Teilnehmer bei den Olympischen Spielen 1992 in Barcelona sowie 1996 in Atlanta als technischer Betreuer der olympischen Judomannschaft. Dabei erzielte 1992 Rogério Sampaio eine Goldmedaille sowie 1996 Henrique Guimarães und Aurélio Miguel jeweils Bronzemedaillen.
Für seine Verdienste erhielt er 2002 die Troféu Adhemar Ferreira da Silva des Prêmio Brasil Olímpico, eine Auszeichnung des Nationalen Olympischen Komitees (Comitê Olímpico Brasileiro) für Ex-Athleten, die zusammen mit dem Preis für die Sportler des Jahres verliehen wird.